# Cork Airport
Cork Airport (IATA: ORK, ICAO: EICK) (iriska: Aerfort Chorcaí) är en av Irlands tre främsta internationella flygplatser, belägen strax söder om Cork i södra Irland, i ett område kallat Ballygarvan. Flygplatsen sköts för närvarande av Dublin Airport Authority. Cork Airport tar hand om såväl reguljärflyg som charterflygningar inrikes som europeiska destinationer samt internationell frakt. Under år 2023 hade Cork Airport över 2,8 miljoner passagerare, vilket gör flygplatsen till Irlands näst mest trafikerade (efter Dublin). Aer Lingus och Aer Arann är de största flygbolagen som trafikerar Cork Airport.

## Historia
Irlands regering bestämde 1957 att en flygplats skulle byggas utanför Cork. Efter att ha kollat på många platser bestämdes det att flygplatsen skulle ligga vid Ballygarvan och den började byggas 1959 till en kostnad av ungefär en miljon brittiska pund. Flygplatsen öppnades officiellt den 16 oktober 1961. Flygningar med Aer Lingus och Cambrian Airways (senare övertagna av British Airways) hade redan körts fyra dagar tidigare. Det första året hade flygplatsen 10 172 passagerare, och idag har den omkring 12 450 passagerare dagligen och ibland upp till 15 000 passagerare. Under 1960-talet utvidgades flygplatsen med mer destinationer och flygplan. Den första jeten, en BOAC DH 106 Comet landade på Corks flygplats den 29 mars 1964. 1969 fanns det flygningar till London Heathrow, Manchester och Bristol.
Den 27 augusti 1970 inträffade en unik händelse. Eftersom vädret var dåligt vid Shannon Airport och Dublin Airport blev Aer Lingus flygflotta (tre Boeing 707 från New York, Boston och Chicago) tvungna att landa på Cork. År 1972 öppnades tax-freebutiken på flygplatsen. Aer Rianta tog över passagerarterminalsstudierna 1975 och började arbeta med nya terminaler. De byggde nya ankomsthallar, avgångshallar, check-inområde samt kontor, nya informationsdiskar och VIP-lounge. År 1977 öppnades en ny tax-freebutik på flygplatsen.
Under 1980-talet utvidgades flygplatsen ytterligare och flygningar till London Gatwick startade. Samtidigt startade Aer Lingus flygningar till Dublin. Den 8 juni 1987 etablerade sig Ryanair på Corks flygplats och 1988 blev fas 1 av terminalexpansionen färdig.
1990-talet började med att fas 2 av terminalexpansionen blev klar 1991 och fas 3 blev klar 1992. Den hela utvidgningen av flygplatsen blev klar 1994.